# Anna (Anisia)
Anna (in bulgaro Анна?; ... – 1221) successivamente conosciuta con il nome religioso di Anisia (Анисия), fu la prima moglie dello zar Ivan Asen II di Bulgaria (r. 1218-1241) e imperatrice consorte del Secondo Impero bulgaro dal 1218 al 1221. Fu esiliata in un monastero all'inizio del regno di Ivan Asen, dopo aver combinato il suo matrimonio con Anna Maria d'Ungheria. Dal matrimonio con Anna, Ivan Asen ebbe due figli.

## Biografia
Il matrimonio di Ivan Asen con Anna risale all'esilio di quest'ultimo nella Rus', il periodo precedente alla sua ascesa con la forza al trono ancestrale di Bulgaria nel 1218. Con ogni probabilità, Anna fu promessa in sposa a Ivan Asen perché potesse ricevere l'assistenza della Rus' per salire al trono. Secondo il resoconto dello storico bizantino Giorgio Acropolita, Anna era una concubina piuttosto che una moglie legittima di Ivan Asen. Ma lo storico bulgaro Ivan Bozhilov, ritiene che questo sia il risultato delle scarse informazioni di Acropolita.
Il periodo effettivo di Anna come imperatrice fu piuttosto breve. Non molto tempo dopo essere salito al trono nel 1218, Ivan Asen organizzò il suo matrimonio per motivi politici con la principessa ungherese Anna Maria, figlia del re Andrea II (r. 1205-1235). Ivan Asen pretese il matrimonio proibendo ad Andrea e alle sue forze di attraversare il territorio bulgaro di ritorno dalla Quinta Crociata. Dopo aver stabilito il futuro matrimonio di Ivan Asen e Anna Maria, la prima moglie Anna si ritirò in un monastero e divenne monaca con il nome di Anisia. In un successivo testo ortodosso bulgaro, viene elogiata come imperatrice ortodossa di Bulgaria. Ivan Asen sposò Anna Maria tre anni dopo, nel 1221, perché il matrimonio richiedeva l'approvazione personale del Papa. Come accade spesso alle ex consorti, la prima moglie di Ivan Asen finì la sua vita esiliata in un monastero.

## Discendenza
Dal matrimonio con Ivan Asen, Anna ebbe due figlie. La maggiore, Maria Asanina Comnena, sposò Manuele Comneno Ducas, sovrano di Tessalonica dal 1230 al 1237. La seconda, Beloslava, sposò il re serbo Stefano Vladislav I (r. 1234-1243).